# 結城裕
結城 裕（ゆうき ひろし、1956年10月26日 - ）は日本の政治家。山形県尾花沢市長（1期）。

## 経歴
山形県尾花沢市出身。山形県立楯岡高等学校（現・山形県立東桜学館中学校・高等学校）卒業。東洋大学法学部（2部）卒業。1977年1月、防衛庁に入庁した。2017年3月、防衛装備庁電子装備研究所総務課長で定年退職した。その後は、都内民間企業を経て、同年11月に帰郷した。

### 2018年尾花沢市長選挙
2018年1月23日、尾花沢市長選挙に無所属で立候補することを表明した。同年7月15日、自由民主党山形県連と公明党山形県本部から推薦を受けたものの、民進党山形県連、日本共産党山形県委員会、社会民主党山形県連から推薦を受けた菅根光雄に226票差で破れた。
※当日有権者数：14,109人 最終投票率：76.08%（前回比：10.54pts）
| 候補者名 | 年齢 | 所属党派 | 新旧別 | 得票数  | 得票率 | 推薦・支持                                                     |
| -------- | ---- | -------- | ------ | ------- | ------ | -------------------------------------------------------------- |
| 菅根光雄 | 67   | 無所属   | 新     | 5,414票 | 51.1%  | 民進党山形県連・日本共産党山形県委員会・社会民主党山形県連推薦 |
| 結城裕   | 61   | 無所属   | 新     | 5,188票 | 48.9%  | 自由民主党山形県連・公明党山形県本部推薦                       |

### 2022年尾花沢市長選挙
2022年7月24日に行われた市長選挙に自民・公明両党の尾花沢支部の推薦を得て立候補。前回敗れた菅根を4票差で破り初当選した。8月12日に初登庁した。
※当日有権者数：12,769人 最終投票率：74.92%（前回比：1.16pts）
| 候補者名 | 年齢 | 所属党派 | 新旧別 | 得票数  | 得票率 | 推薦・支持                               |
| -------- | ---- | -------- | ------ | ------- | ------ | ---------------------------------------- |
| 結城裕   | 65   | 無所属   | 新     | 4,744票 | 50.0%  | 自由民主党山形県連・公明党山形県本部推薦 |
| 菅根光雄 | 71   | 無所属   | 現     | 4,740票 | 50.0%  | -                                        |

## 人物
- 座右の銘は「恕」[3]
- 中学校時代は野球部に所属していた[3]。